# Dictyostomiopelta manihoticola
Dictyostomiopelta manihoticola är en svampart som beskrevs av Viégas 1944. Dictyostomiopelta manihoticola ingår i släktet Dictyostomiopelta och familjen Micropeltidaceae.   Inga underarter finns listade i Catalogue of Life.